# Zabiłem Jessego Jamesa
Zabiłem Jessego Jamesa – amerykański western z 1949 wyreżyserowany przez Samuela Fullera. Fabuła filmu skoncentrowana jest na morderstwie Jessego Jamesa przez Roberta Forda, i jego następstwach. Scenariusz oparty jest na fikcyjnej rywalizacji pomiędzy Fordem a jego zabójcą Edwardem Kelleyem (w filmie John) o kobietę.
Zabiłem Jessego Jamesa to pierwszy obraz Fullera. Postać Jessego Jamesa zagrał Reed Hadley, a John Ireland wcielił się w rolę Boba Forda.

## Fabuła
St. Joseph w stanie Missouri. Rewolwerowiec Jesse James (Reed Hadley) ucieka przed wymiarem sprawiedliwości. W tym celu przestępca zmienia nazwisko. Jednak jego żona Zee (Barbara Woodell) podejrzewa, że coś złego wisi w powietrzu. Przed kolejnym skokiem, Zee prosi męża, by ten zaprzestał współpracy z braćmi Ford. Tymczasem Bob Ford (John Ireland), wiedząc, że gubernator obiecuje amnestię oraz nagrodę w wysokości 10 tys. dolarów dla tego z członków gangu, który wyda Jessego szeryfowi, decyduje się na nielojalność wobec swojego dotychczasowego partnera.

## Obsada
- Preston Foster – John Kelley
- Barbara Britton – Cynthy Waters
- John Ireland – Bob Ford
- Reed Hadley – Jesse James
- J. Edward Bromberg – Harry Kane
- Victor Kilian – Soapy
- Tom Tyler – Frank James
- Tommy Noonan (jako Tom Noonan) – Charles Ford
- Eddie Dunn – Joe, barman w hotelu „Silver King”
- Margia Dean – śpiewaczka w saloonie
- Byron Foulger – recepcjonista w hotelu „Silver King”
- Jeni Le Gon – Veronica, pokojówka Cynthy
- Barbara Woodell (jako Barbara Wooddell) – pani Zee James
- Phillip Pine (jako Phil Pine) – mężczyzna w saloonie
- Robin Short – trubadur